# Klepti B’ay
Klepti B'ay a Csillagok háborúja elképzelt univerzumának egyik szereplője.

## Leírása
Klepti B'ay a dzsava fajhoz tartozó férfi, aki a galaktikus polgárháború alatt a Tatuinon élt.
Ez a sárga szemű dzsava a B’ay törzsbe tartozott.

## Élete
A galaktikus polgárháború idején Klepti B'ay és törzse rábukkantak egy lezuhant lázadó űrhajóra, azonban nem tudták, hogy a hajón még van egy működőképes sötét droid. Miután ez a sötét droid kimászik a törmelékek közül, bemegy a homokkúszóba és lemészárolja a B'ay törzs legtöbb tagját. Az irányítás nélkül maradott homokkúszó lezuhan egy szikláról, megölve az életben maradt törzstagokat is. A jelenet végén, csak Klepti B'ay az egyetlen túlélője ennek az eseménynek.
Később Klepti B'ay találkozott Jabba, a hutt három dolgozójával, Gizmannal, Spikerrel és Onohval, akik segítettek a dzsavának megölni és eltemetni a sötét droidot. A bosszú után ez a három segítőtárs „örökbefogadta” Klepti B'ayt.

## Neve
Klepti B'ay nevében a „Klepti” a kleptomániára utal, azaz lopási szenvedély egy viselkedészavar; az ebben szenvedő betegek ellenállhatatlan késztetést éreznek arra, hogy számukra amúgy értéktelen tárgyakat ellopjanak. Míg a „B'ay” az eBayből lett kialakítva, a dzsavák kereskedő mivoltára utalva.

## Megjelenése a képregényekben
Erről a dzsaváról a „Sand Blasted—Star Wars Tales 4” című képregényben olvashatunk először.

### Fordítás
- Ez a szócikk részben vagy egészben a Klepti B'ay című Wookieepedia-szócikk fordítása. Az eredeti cikk szerkesztőit annak laptörténete sorolja fel.